# Sebranice (Blanskói járás)
Sebranice település Csehországban, a Blanskói járásban. Sebranice Voděrady, Kunštát, Svitávka, Skalice nad Svitavou, Jabloňany és Nýrov településekkel határos. Lakosainak száma 684 fő (2024. január 1.).

## Népesség
A település lakosságának változását az alábbi diagram mutatja:
| Lakosok száma | 888  | 983  | 945  | 779  | 693  | 573  | 617  | 625  | 641  | 684  |
|               | 1869 | 1890 | 1921 | 1950 | 1980 | 2001 | 2017 | 2019 | 2022 | 2024 |